# 1984년 하계 올림픽 앤티가 바부다 선수단
1984년 하계 올림픽 앤티가 바부다 선수단은 미국 로스앤젤레스에서 개최된 1984년 하계 올림픽에 참가한 올림픽 앤티가 바부다 선수단이다.

## 육상
| 선수 | 세부 종목 | 예선 | 예선 | 준준결선 | 준준결선 | 준결선 | 준결선 | 결선 | 결선 |
| 선수 | 세부 종목 | 기록 | 순위 | 기록     | 순위     | 기록   | 순위   | 기록 | 순위 |

## 참고 자료
- (영어) “Antigua and Barbuda at the 1984 Los Angeles Summer Games”. SR/Olympic Sports. 2012년 11월 3일에 원본 문서에서 보존된 문서. 2011년 10월 7일에 확인함.